# Watanabe Kenta
Kenta Watanabe (sinh ngày 28 tháng 4 năm 1998) là một cầu thủ bóng đá người Nhật Bản.

## Sự nghiệp câu lạc bộ
Kenta Watanabe đã từng chơi cho FC Machida Zelvia.